# Microplexia lithacodica
Microplexia lithacodica là một loài bướm đêm trong họ Noctuidae.